# Шипилов, Андрей Андреевич
Андрей Андреевич Шипилов (23 июля 1999, Санкт-Петербург, Россия) — российский футболист, играющий на позиции защитника. 
Сын Андрея Шипилова — в прошлом футболиста, ныне тренера.
В России в 2016 году сыграл семь матчей за молодёжную команду «Тосно», также в том году выступал в составе команды «СПбГУ-Балтавто» в первенстве Санкт-Петербурга среди молодёжных команд, в первенстве Санкт-Петербурга среди юношеских команд, а также в Кубке Санкт-Петербурга.
С 2018 года по 2021 год игрок узбекистанского клуба «Металлург» из города Бекабад. В 2021 году провёл 2 матча за клуб «Дордой» в чемпионате Кыргызстана.